# ネーヴ・キャンベル
ネーヴ・キャンベル（Neve Campbell、1973年10月3日 - ）は、カナダ・オンタリオ州ゲルフ出身の女優。

## 略歴
父親はスコットランド人、母親はオランダ人。彼女が生まれた後に両親が離婚し、父親の元で育つ。9歳でダンサーとしてカナダのナショナル・バレエ・シアターに所属。しかし、怪我が元で演劇に転向し、トロントの舞台に立つ。
その後、テレビシリーズ『サンフランシスコの空の下』の主要キャラクターに抜擢され知られるれるようになる。大ヒットしたホラー映画『スクリーム』シリーズの主演を務めスターの座を掴んだ。
1995年にカナダ人俳優のジェフ・コルトと結婚したが3年後に離婚。その後ジョン・キューザックやマシュー・リラードと交際したが、2005年にイギリス人俳優のジョン・ライトと婚約、2007年に結婚した
が、2010年に離婚した。2012年にはJJ・フィールドとの間に息子が生まれた。

## 主な出演作品

### 映画
| 公開年 | 邦題 原題                                                            | 役名                   | 備考                  |
| ------ | -------------------------------------------------------------------- | ---------------------- | --------------------- |
| 1996   | ザ・クラフト The Craft                                               | ボニー                 |                       |
| 1996   | スクリーム Scream                                                    | シドニー・プレスコット |                       |
| 1997   | スクリーム2 Scream 2                                                 | シドニー・プレスコット |                       |
| 1998   | ワイルドシングス Wild Things                                         | スージー・トーラー     |                       |
| 1998   | 54 フィフティ★フォー 54                                              | ジュリー               |                       |
| 1998   | too Smooth(トゥー・スムース) 嘘つきは恋の始まり Hairshirt            | レネー                 |                       |
| 1998   | ライオン・キング2 シンバズ・プライド The Lion King II: Simba's Pride | キアラ                 | アニメ、声の出演      |
| 1999   | スリー・トゥ・タンゴ Three to Tango                                  | エイミー・ポスト       |                       |
| 2000   | MONA 彼女が殺された理由 Drowning Mona                                | エレン・ラッシュ       |                       |
| 2000   | パニック/脳壊 Panic                                                  | サラ・キャシディ       |                       |
| 2000   | スクリーム3 Scream 3                                                 | シドニー・プレスコット |                       |
| 2001   | セックス調査団 Investigating Sex                                     | アリス                 |                       |
| 2003   | ロスト・ジャンクション/疑惑の人妻 Lost Junction                      | ミッシー・ロフトン     |                       |
| 2003   | バレエ・カンパニー The Company                                       | ライ                   | 原案・製作・主演      |
| 2003   | ブラインド・ホライズン Blind Horizon                                 | クロエ・リチャーズ     |                       |
| 2004   | チャーチルズ・ウォー Churchill: The Hollywood Years                  | エリザベス王女         |                       |
| 2007   | あの日の指輪を待つきみへ Closing the Ring                            | マリー                 |                       |
| 2011   | スクリーム4: ネクスト・ジェネレーション Scream 4                     | シドニー・プレスコット |                       |
| 2018   | スカイスクレイパー Skyscraper                                        | サラ・ソーヤー         |                       |
| 2020   | クラウズ〜雲の彼方へ〜 Clouds                                        | ローラ・ソビアック     | Disney+オリジナル映画 |
| 2022   | スクリーム（原題） Scream                                            | シドニー・プレスコット |                       |

### テレビシリーズ
| 放映年    | 邦題 原題                                      | 役名                       | 備考          |
| --------- | ---------------------------------------------- | -------------------------- | ------------- |
| 1994-2000 | サンフランシスコの空の下 Party of Five         | ジュリア                   | 142エピソード |
| 2007      | ミディアム 霊能者アリソン・デュボア Medium     | デボラ／マッコール         | 3エピソード   |
| 2008      | バーン・アップ 石油利権の闇 Burn Up            | ホリー                     | ミニシリーズ  |
| 2009      | The Philanthropist                             | オリヴィア・メイドストーン | 9エピソード   |
| 2012      | Titanic: Blood and Steel                       | ジョアンナ・イエーガー     | 6エピソード   |
| 2012      | グレイズ・アナトミー 恋の解剖学 Grey's Anatomy | リジー・シェパード         | 2エピソード   |
| 2016-2017 | ハウス・オブ・カード 野望の階段 House of Cards | リアン・ハーヴェイ         |               |
| 2022-     | リンカーン弁護士 The Lincoln Laywer            | マギー・マクファーソン     |               |

## 参照
1. 1 2  Findlay, Jane; Hughes, Lorna (2000年2月20日). “SCREEN STAR'S SCOTS DREAM; NEVE CAMPBELL JUST CAN'T WAIT TO VISIT THE LAND OF HER FATHER”. The Sunday Mail.  オリジナルの2012年11月5日時点におけるアーカイブ。 2007年12月10日閲覧。
2. ↑  Neve Campbell Biography (1973-)
3. ↑  【イタすぎるセレブ達】『スクリーム』女優のネーヴ・キャンベル、妊娠中のお腹がかなりの大きさに！ - ライブドアニュース
4. ↑  “IOL: Campbell settles in London with fiancé”. 2012年6月9日時点のオリジナルよりアーカイブ。2008年11月27日閲覧。
5. ↑  Article in People http://www.people.com/people/article/0,,20038016,00.html
6. ↑  “Neve Campbell Files Divorce On the Down Low”.   TMZ (2010年12月1日). 2010年12月1日閲覧。
7. ↑  “Neve Campbell Introduces Newborn Son Caspian To The World”.  GossipOverload (2012年8月21日). 2013年5月28日時点のオリジナルよりアーカイブ。2012年8月21日閲覧。